# Frankrijk op het Eurovisiesongfestival 2013
Frankrijk nam deel aan het  Eurovisiesongfestival 2013 in Malmö, in Zweden. Het was de 56ste deelname van het land op het Eurovisiesongfestival. France 3 was verantwoordelijk voor de Franse bijdrage voor de editie van 2013.

## Selectieprocedure
Op 6 november 2012 bevestigde France 3 dat Frankrijk ook in 2013 zou deelnemen aan het Eurovisiesongfestival. Er werd een speciaal selectiecomité samengesteld, bestaande uit muzikanten, zangers, componisten en vertegenwoordigers van platenmaatschappijen en France 3. Dit comité zou een geschikte act moeten vinden om Frankrijk te verdedigen in Malmö. Op 22 januari 2013 maakte de Franse openbare omroep bekend dat de keuze was gevallen op Amandine Bourgeois. In Malmö zal zij L'enfer et moi ten gehore brengen.

## In Malmö
Als lid van de vijf grote Eurovisielanden mocht Frankrijk rechtstreeks deelnemen aan de grote finale, op zaterdag 18 mei 2013. Frankrijk trad als eerste aan en eindigde op de 23ste plaats.
1956 · 1957 · 1958 · 1959 · 1960 · 1961 · 1962 · 1963 · 1964 · 1965 · 1966 · 1967 · 1968 · 1969 · 1970 · 1971 · 1972 · 1973 · 1974 · 1975 · 1976 · 1977 · 1978 · 1979 · 1980 · 1981 · 1982 · 1983 · 1984 · 1985 · 1986 · 1987 · 1988 · 1989 · 1990 · 1991 · 1992 · 1993 · 1994 · 1995 · 1996 · 1997 · 1998 · 1999 · 2000 · 2001 · 2002 · 2003 · 2004 · 2005 · 2006 · 2007 · 2008 · 2009 · 2010 · 2011 · 2012 · 2013 · 2014 · 2015 · 2016 · 2017 · 2018 · 2019 · 2020 · 2021 · 2022 · 2023 · 2024 · 2025
Albanië · Armenië · Azerbeidzjan · België · Bulgarije ·  Cyprus · Denemarken · Duitsland · Estland · Finland · Frankrijk · Georgië · Griekenland · Hongarije · Ierland · IJsland · Israël · Italië ·  Kroatië · Letland · Litouwen · Macedonië · Malta · Moldavië · Montenegro · Nederland · Noorwegen · Oekraïne · Oostenrijk · Roemenië · Rusland · San Marino · Servië · Slovenië · Spanje · Verenigd Koninkrijk · Wit-Rusland · Zweden · Zwitserland